# Rehobothkerk (Werkendam)
De Rehobothkerk is een protestants kerkgebouw in de tot de Noord-Brabantse gemeente Altena behorende plaats Werkendam, gelegen aan Binnengriend 27.

## Geschiedenis
In 1912 werd de Christelijke Gereformeerde gemeente in Werkendam opgericht. Men kerkte in een eenvoudige schuurkerk, gelegen aan Hoogstraat 24a. In 1995 verhuisde men naar de nieuwe Rehobothkerk. Het oude kerkje werd in 1997 gesloopt. De nieuwe kerk werd ontworpen door D. Vroegindeweij.

## Gebouw
De bakstenen kerk is gebouwd in de stijl van het naoorlogs modernisme. Centraal is de kerkzaal, voorzien van een tentdak met in het midden een torentje. Daarnaast heeft de kerk een losstaande open klokkentoren, gebouwd in beton.